# مباي ديوب
مباي ديوب (بالفرنسية: Mbaye Diop)‏ هو لاعب كرة قدم سنغالي في مركز الهجوم، ولد في 24 يوليو 1984 في داكار في السنغال. لعب مع إنتر كلوب وسلافيا صوفيا ونادي أونياو دا ماديرا ونادي تشافيس ونادي فارنزي.

## وصلات خارجية
- مباي ديوب على موقع قاعدة بيانات كرة القدم.إي يو (الإنجليزية)
- مباي ديوب على موقع Soccerway.com (الإنجليزية)